# Gil Roberts

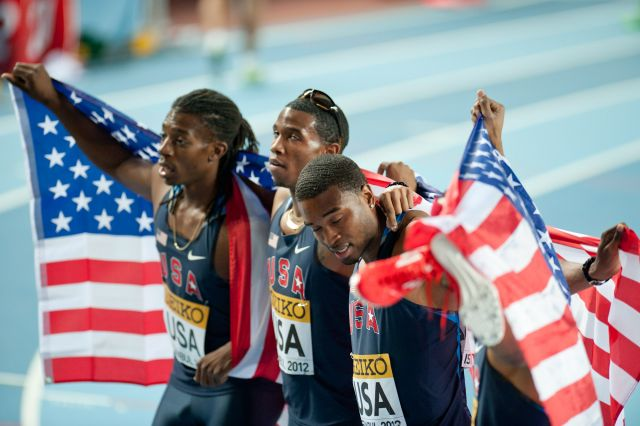
Calvin Smith, Gil Roberts, Manteo Mitchell (2012)

Gil Roberts (* 15. März 1989 in Oklahoma City) ist ein US-amerikanischer Sprinter, der sich auf den 400-Meter-Lauf spezialisiert hat.
2009 wurde er US-Vizemeister und schied bei den Leichtathletik-Weltmeisterschaften in Berlin im Vorlauf aus.
2012 wurde er US-Hallenmeister und gewann mit der US-Mannschaft bei den Leichtathletik-Hallenweltmeisterschaften in Istanbul Gold in der 4-mal-400-Meter-Staffel.
Bei den Olympischen Spielen 2016 gewann er mit Arman Hall, Tony McQuay und LaShawn Merritt für die USA die Goldmedaille der 4-mal-400-Meter-Staffel mit einer Zeit von 2:57,30 min.
Gil Roberts absolvierte an der Texas Tech University ein Studium im Fach Massenkommunikation.
Nachdem er im Mai 2017 wegen des Nachweises von Probenecid in einer Dopingprobe von der USADA suspendiert worden war, erklärte er dies damit, die Substanz unabsichtlich durch intensives Küssen aufgenommen zu haben, und konnte so vorerst eine Sperre vermeiden. Gegen den Freispruch wurde von der WADA Protest eingelegt, die Verhandlung vor dem Internationalen Sportgerichtshof (CAS) war für den 15. Januar 2018 angesetzt. In dieser wurde der WADA-Einspruch abgewiesen, da Roberts seiner Pflicht nachgekommen sei, die Herkunft der verbotenen Substanz zu nennen und die Zeugenaussagen überzeugend und widerspruchsfrei seien. Auch hätte die geringe gefundene Menge Probenecid keinen maskierenden Effekt gehabt und alle maßgeblichen Aspekte des Falles wiesen auf eine unabsichtliche Einnahme des Mittels hin.

## Persönliche Bestzeiten
- 200 m: 20,65 s, 2. April 2011, Lubbock
  - Halle: 20,58 s, 10. Februar 2012, Albuquerque
- 400 m: 44,86 s, 17. Mai 2009,	Lubbock
  - Halle: 45,39 s, 10. Februar 2012, Albuquerque